# Орхей
Орхей (рум. Orhei, также традиционно в русском языке — Орге́ев) — город и муниципий в Молдавии, центр Оргеевского района.

## География
Расположен на реке Реут, в 40 км севернее Кишинёва.

## Экономика
Экономика города представлена тремя важными секторами для местной экономики: промышленность по переработке сельхозпродукции, торговля и сфера услуг, транспорт и другие коммунальные услуги (телекоммуникации, электроэнергия и теплоснабжение, водоснабжение, канализация, утилизация отходов и т. д.). Агропромышленный сектор является одной из приоритетных отраслей экономики города и включает в себя 19 промышленных предприятий. В экономике города играют центральную роль в первую очередь крупные предприятия: «Орхей-Вит» (консервный завод), «ASPA» SA, ЗАО «Chateau Vartely» SRL (винзавод), «Orhei-Vin» S.A. (винзавод), ОАО «Gabini» SA (табачная фабрика). В настоящее время обрабатывающая промышленность производит соки, молочные консервы, хлеб, сигареты, алкогольные и безалкогольные напитки, товары для дома, чулочно-носочные изделия, обувь. Восстанавливается строительная деятельность. Торговля и сфера услуг является важной отраслью местной экономики. Количество поставщиков услуг увеличилось в два раза за последние годы и достигло 132 единиц. Большой объём рынка услуг связи, медицины, образования и т. д. Кроме того, значительный объём платных социальных услуг: пассажирский транспорт, культурные, юридические услуги, банковское дело, туризм и экскурсии, несколько гостиниц. В дополнение к сфере производства, в городе находится 14 АЗС, 18 котельных, очистные сооружения, два карьера.

## Природные ресурсы
Город занимает площадь 1402 га, имеет очень разнообразный и живописный пейзаж, холмы и склоны расположены так, что позволяют создавать городские перспективы. Сельскохозяйственные земли в пределах города занимают 218 га, карьер «Иванос» занимает 54 га.
Общая площадь озеленения составляет 184 га, или 9,1 % от общей площади, из которых 70 % покрыты лесом. По данным на 2001 г., парки занимают 22 га, кустарников — 8 га. Город имеет минеральные ресурсы: месторождения камня (гравия, бутового камня) и глины. Климат умеренно континентальный, летом жаркий. Проблемы сельского хозяйства в холмистой местности — засоление почвы, эрозия, оползни и овраги. В окрестностях города расположены фруктовые сады, на склонах холмов — виноградники. В Кодрах, недалеко от города, в 2013 году создан первый в Молдавии Национальный парк «Орхей».

## История
В XV—XVI веках город находился в 18 км ниже по течению реки Реут (12 км по прямой) от современного местоположения, на месте брошенного в конце XIV века золотоордынского города Шехр аль-Джедид. Были построены торг, дома жителей и резиденция правителей — пыркэлабов, для защиты города от кочевников использовалась бывшая ордынская каменная крепость. В результате похода турецкого султана Сулеймана Великолепного, летом 1538 года старый город был полностью разрушен и, начиная с 1550—1560-х годов, источники говорят о переносе города на современное место. На старом месте сейчас расположены остатки древнего города — историко-ландшафтный заповедник «Старый Орхей» (рум. Orheiul Vechi). Остатки крепости и пещерных монастырей с подземными ходами сохранились до наших дней. Они находятся между сёлами Требужены и Бутучены. Здесь, в ходе археологических раскопок, были найдены древние вещи и монеты.
Точные сведения о городе Орхее на его современном месте появляются во времена правления господаря Александру Лэпушняну — с 1554 года, когда была возведена дамба на слиянии рек Кула и Реут, позволившая создать озеро .
О нём писал и Дмитрий Кантемир в своём «Описании Молдавии» (1727 г.):
Оргеевский округ. Он называется так по имени Оргеева, что на реке Рэут, города не особенно большого, однако довольно красивого и изобилующего всем, что потребно для жизни человека. Обильную пищу дает Оргеевское озеро, расположенное недалеко от города, и прекрасный остров на нем.
Примечание: Д. Кантемир упоминает также о несуществующем уже в его время Старом Орхее, и ошибочно идентифицирует его развалины с дакийской крепостью Петродавой. Упомянутое им Оргеевское озеро находилось на западе от Оргеева, ныне его уже нет. Ведя раскопки в районе этого озера, молдавские советские археологи обнаружили следы древних строений на его западном берегу, у современного села Лукашовка. По мнению археологов, это было городище древнеславянского поселения, существовавшего до XIII века, именно его Д. Кантемир ошибочно считал Старым Орхеем в своем «Описании Молдавии». Орхей, или в турецкой транскрипции — Орихой, был разорён набегом Буджакской орды в 1758 году.
Запорожцы называли Оргеев — Иргеевым и Игреевым; на Руси он был известен в старину под названием Орыга или Орыгова. Оргеевские Кодры воспеты в гайдукских песнях как край вольности. До 1812 года в Оргееве была резиденция турецких сардарей, управлявших северной частью Бессарабии. В 1833 году местечко Орхей переименовано в уездный город Оргеев и становится центром одноимённого уезда.
В 1897 году в городе жили 12 336 человек, из них евреи — 7 149, молдаване — 3 405, русские — 1 273, украинцы — 150.
Перед началом Второй мировой войны Орхей был домом для многих евреев.  Орхей был освобожден от румынско-германских войск 6 апреля 1944 г., в ходе Уманско-Ботошанской операции.
С 1812 года и до 1949 года, а также в 1999—2003 годах являлся центром Оргеевского уезда, с 1940 года и по настоящее время — административный центр Оргеевского района Молдавии. В 1949—1952 и 1962—1991 годах имел статус города республиканского подчинения Молдавской ССР.
В 1991 году население Орхея составляло 39,1 тыс. жителей.
В 1994 году в городскую черту Орхея включён пгт Прогресс (микрорайон Слобозия Доамней).

## Символы города
Герб, принятый 2 апреля 1826 года, «в знак изобилия сего цинута лесами представляет дерево в голубом поле».
Герб Орхея, принятый в 1930 году, представляет собой «щит рассечённый красный. В первой части золотая зубчатая башня с закрытыми воротами и контрфорсами и открытыми чёрными окнами. Во второй части две серебряные перекрещенные шпаги, расположенные рукоятками вниз. Щит увенчан серебряной городской короной с 5 башнями. Символизирует древнюю Орхейскую крепость и борьбу за её защиту».
Современный флаг Орхея был утверждён 18 сентября 1997 года. Он из трёх горизонтальных полос: вверху белая полоса, в середине красная, внизу жёлтая. На красной полосе, ширина которой равна половине ширины флага, расположены две восьмиконечные звезды — золотая (жёлтая) сверху и серебряная (белая) внизу. Прообразом флага послужил городской герб, утверждённый одновременно с флагом. В гербе золотая и серебряная восьмиконечные звёзды сопровождают фигуру бегущего коня.
Герб города был утвержден 5 декабря 1997 районным советом со следующим описанием:
«На красном, конь с серебряным контуром, скачет между двумя звездами с 8 концами, одна из которых из золота, а другая серебряная, над золотой стенной, выходящей из пика.
Щит, экранированный пятиконечной серебряной росписью. По бокам — два естественных дуба. На золотом шарфе нарисовано: „LIBERTAS ET PERENNITAS“ (
Свобода и преемственность)».
Каждый геральдический элемент имеет особенное значение:

Конь с серебряным контуром выражает стремление к свободе, великолепию, духовному поиску.

Сопровождающие звезды взяты из одной из средневековых печатей и означают непрерывность городского поселения на первоначальном месте Старого Орхея.

Золотая стена с вершины щита символизирует средневековую крепость Орхей и приходит к завершению идеи непрерывности, непрерывности, вечности.

Красное поле щита ссылается на главную функцию средневекового Орхей — военную функцию. Этот цвет означает мужество, смелость, любовь и жертву.

Несущие дубы щита — символ физической и моральной силы, достоинства, стабильности и вечности, относится к поселению города в районе молдавских анклавов.
Где дремал городок торговый,

Где давила людей нужда,

Строит счастье Оргеев новый —

Город творческого труда.

## Демографические данные
- В 1997 году население города оценивается в 37 500 человек.

По данным переписи населения 2004 года (4), население 25 641 человек, 46,57 % женщин и 53,43 % мужчин. Этнический состав города выглядит следующим образом: 89,17 % — молдаване, 3,59 % — украинцы, 5,45 % — русские, 0,12 % — гагаузы, 0,18 % — болгары, 0,14 % — евреи, 0,07 % — поляки, 0,59 % — цыгане, 0,67 % — представители других национальностей.

## Администрация и политика
Мэр города Орхея Павел Вережану (Партия «ШОР»), избран в 2019 году.
Состав консилиума Оргеева (27 советников), избран 27 октября 2019, следующий:
|  | Партия                                 | Советники | Состав консилиума | Состав консилиума | Состав консилиума | Состав консилиума | Состав консилиума | Состав консилиума | Состав консилиума | Состав консилиума | Состав консилиума | Состав консилиума | Состав консилиума | Состав консилиума | Состав консилиума |
|  | -------------------------------------- | --------- | ----------------- | ----------------- | ----------------- | ----------------- | ----------------- | ----------------- | ----------------- | ----------------- | ----------------- | ----------------- | ----------------- | ----------------- | ----------------- |
|  | Партия «ШОР»                           | 13        |                   |                   |                   |                   |                   |                   |                   |                   |                   |                   |                   |                   |                   |
|  | Либерал-демократическая партия Молдовы | 3         |                   |                   |                   |                   |                   |                   |                   |                   |                   |                   |                   |                   |                   |
|  | Либеральная партия (Молдавия)          | 3         |                   |                   |                   |                   |                   |                   |                   |                   |                   |                   |                   |                   |                   |
|  | Демократическая партия Молдовы         | 2         |                   |                   |                   |                   |                   |                   |                   |                   |                   |                   |                   |                   |                   |
|  | Электоральный блок „Iurie Leancă”      | 2         |                   |                   |                   |                   |                   |                   |                   |                   |                   |                   |                   |                   |                   |
|  | Партия социалистов Республики Молдова  | 1         |                   |                   |                   |                   |                   |                   |                   |                   |                   |                   |                   |                   |                   |
|  | Наша партия (Молдавия)                 | 1         |                   |                   |                   |                   |                   |                   |                   |                   |                   |                   |                   |                   |                   |
|  | Партия Коммунистов Республики Молдова  | 1         |                   |                   |                   |                   |                   |                   |                   |                   |                   |                   |                   |                   |                   |
|  | Электоральный Блок «Lista Poporului»   | 1         |                   |                   |                   |                   |                   |                   |                   |                   |                   |                   |                   |                   |                   |

## Образование
В Орхее есть 5 лицеев, 10 детских садов, 1 техникум, 1 педагогический колледж и одно медицинское училище.

## Средства массовой информации
В городе вещает 2 радиостанции «Радио Орхей», которой принадлежит и единственный новостной портал в городе и районе — radioorhei.info, а также развлекательная радиостанция «RADIO ORHEI FM 97,5» http://radioorhei.md/. В некоторых кафе города, на центральной площади и в парках есть бесплатный Wi-Fi.

### Телевидение
8 ноября 2018 года в эфир выходят 2 телеканала, с офисом в Орхее: Orhei TV и Televiziunea Centrală.
Оба канала получили лицензию на круглосуточное вещание через кабель на всей территории страны.
По словам директора Дмитрия Китороагэ, сетка вещания состоит из новостных программ на румынском и русском языках, в ходе которых журналисты беспристрастно будут представлять текущую ситуацию в Республике Молдова и за рубежом. А редакционная политика каналов будет основываться на одном принципе — «держаться подальше от политики». В то же время 80 % сетки состоит из собственной или отечественной оригинальной продукции. При этом часть программ телеканалов производится с участием творческих групп из-за рубежа. В частности, из России и Израиля.
В сетке телеканалов будут программы разных жанров, предназначенные для всех категорий телезрителей: культурно-развлекательные, образовательные, юмористические. Среди них — «Душевный разговор» с Жасмин, «Своими глазами c Александром Ковалевым», «Добрый вечер» с Верой Марьянчик и Яном Левинзоном, «Звездный час» с Doredos, «Час примара», «Bună dimineața, Moldova», «Ora Locală», «Cauza noastra». Кроме того, сетка вещания предусматривает показ аналитических программ, документальных фильмов и сериалов. На новых телеканалах работают примерно 80 человек.

## Исторические памятники и достопримечательности
- Православная церковь Св. Димитрия (1631—1636 г.г.), одна из старейших в Молдавии, изображена на купюре в 5 молдавских леев.
- Церковь Святителя Николая. Была сооружена в первой половине XIX века, и перестроена в конце того же столетия. Архитектура храма вписывается в традицию русской церковной эклектики.
- Старообрядческая церковь Казанской иконы Божьей Матери (белокриницкого согласия), возведена в середине XIX века.
- Католический костел Успения Пресвятой Девы Марии (начало XX века). Был построен с 1904 по 1915 год на средства Чезарины Долива-Добровольской, владевшей поместьем в Бравиченах недалеко от Орхея. Принадлежала она древнему дворянскому роду и приходилась родственницей Петру Столыпину. Умерла в 1924 году и похоронена в склепе в подвальных помещениях костёла.
- Еврейское кладбище в Орхее (существует с XVIII века)[22].
- Памятник Василе Лупу, господарю Молдавского княжества с апреля 1634 года по 13 апреля 1653 года и с 8 мая по 16 июля 1653 года. (Архитектор Роберт Курц, скульптор Оскар Хан, 1932 г.).
- В 2022 году молдавский скульптор Вячеслав Жиглицкий установил Бюст румынского короля Фердинанда I

Из туристических достопримечательностей — сохранившиеся старинные здания краеведческого музея, городского суда, почты, управы земства на ул. В. Маху. В ближайших окрестностях города расположены: ландшафтный заповедник «Старый Орхей», в скалистой долине Реута, музей-усадьба революционера С. Лазо в селе Пятра, музей создателя национальной румынской басни Александра Донич в селе Донич (старое название Безин), музей народных ремесел и дворянская усадьба Балиоза в селе Иванча, национальный парк «Орхей». Курковский монастырь включен в список памятников архитектуры ЮНЕСКО. Городской водоём Орхея (площадь около 40 га) имеет пляж и зону отдыха, реконструированную и вновь открытую в 2017 году. В 20 км на юг от города, по дороге в Кишинёв, в селе Романешть находится «Романештский винзавод», также входящий в состав винных туров Молдавии.

## Города-побратимы
- Долина
- Пьятра-Нямц
- Смела